# Miloslav Šerý
Miloslav Šerý (5. března 1929 Ševětín – 8. října 2020 České Budějovice) byl český fotbalista, obránce.

## Fotbalová kariéra
V československé lize hrál za SK České Budějovice. Nastoupil ve 4 ligových utkáních. Gól v lize nedal.

## Ligová bilance
| Ročník              | Zápasy | Góly | Minuty | Klub                |
| ------------------- | ------ | ---- | ------ | ------------------- |
| Státní liga 1947/48 | 4      | 0    | 360    | SK České Budějovice |
| CELKEM              | 4      | 0    | 360    |                     |